# Таноэ, Такаси
Такаси Таноэ (30 апреля 1947, Яцусиро, Кумамото — 19 февраля 2009, Ибусуки, Кагосима) — японский самбист и борец греко-римского стиля, бронзовый призёр чемпионата мира по самбо 1975 года в Минске, бронзовый призёр чемпионата мира по борьбе 1970 года в Эдмонтоне и 1971 года в Софии, участник соревнований по греко-римской борьбе на летних Олимпийских играх 1972 года в Мюнхене. По самбо выступал в лёгкой весовой категории (до 62 кг).
На Олимпиаде японец чисто победил марокканца Мохамеда Бахму, швейцарца Хайнца Рина, уступил венгру Анталю Стиру, победил югослава Сретена Дамьяновича, проиграл итальянцу Джану Ранци, и набрав 6 штрафных очков, выбыл из борьбы за медали, заняв итоговое 5-е место.
Тренер сборной СССР Василий Громыко отзывался о борце: «Исключительно маневренный, быстрый, техничный».